# Primer combate aeronaval en México
Primer Combate Aeronaval en México ocurrió en la ciudad de Guaymas, Sonora el 30 de mayo de 1913.

## Origen

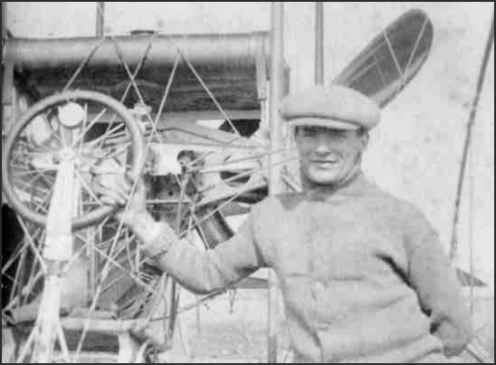
Didier Masson

Por lo que se refiere a la Aviación Naval Militar en México, ésta nace, en el árido y desértico norte de México, no como parte del ejército federal, sino dentro de las filas de los revolucionarios que comandaba el Gobernador de Coahuila, Venustiano Carranza quién se atrevió a desconocer al usurpador Victoriano Huerta, como responsable directo del asesinato del presidente Francisco Ignacio Madero González y su vicepresidente José María Pino Suárez.
Esto ocurrió cuando los revolucionarios al mando de Venustiano Carranza, Ignacio L. Pesqueira, gobernador interino de Sonora y el General Álvaro Obregón, adquirieron un Avión G.L. Martin Pusher, bautizado posteriormente como “SONORA”, con el que vigilaron, sobrevolaron y bombardearon, sin éxito, ya que no explotaron las bombas, a los navíos de guerra del gobierno federal, (lo cual no deja de ser un acto de guerra u hostil, desde el punto de vista puramente militar) siendo estos los cañoneros Guerrero, Tampico, Demócrata, Morelos y Oaxaca, que se encontraban fondeados y atacando a los revolucionarios que tenían sitiada la ciudad de Guaymas, Sonora, México.
Pues aunque las bombas que arrojaron en repetidos vuelos el piloto Didier Masson de origen francés y el capitán Joaquín Bauche Alcalde de origen mexicano, como bombardero, no explotaron ni lograron asustar o incomodar a los navíos y sus tripulaciones, aun cuando en el primer vuelo, si se lanzaron al mar algunos de los marineros, que pensaron que alguna de las bombas podrían explotar y dañar a su barco según las crónicas de la época.
También las crónicas mencionan que las tripulaciones de los barcos únicamente disparaban con sus fusiles al avión sin lograr averiarlo, ya que los cañones, no estaban técnicamente dispuestos para defensa antiaérea, como los de la actualidad.
La aparición y empleo de ésta aeronave en éste encuentro hostil y de guerra, fue un hecho insólito e innovador y un presagio de lo que fue después la Primera y la Segunda guerras mundiales y las acciones bélicas de la actualidad.

## Historia

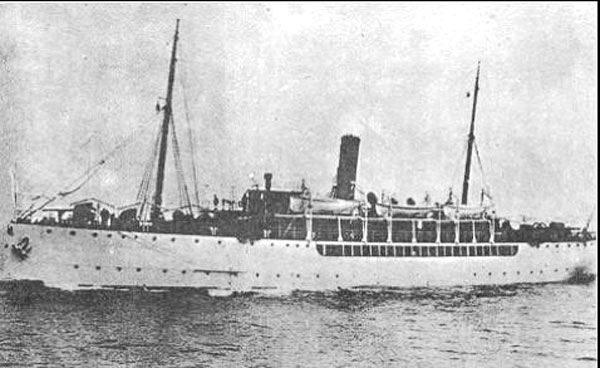
Cañonero Guerrero

En el año 1912, siendo gobernador del estado de Sonora el señor  José María Maytorena Tapia, guaymense de nacimiento, se presentó un serio problema para el entonces Presidente de la República, Francisco I. Madero, pues uno de sus antiguos seguidores, Pascual Orozco, se levantó en armas en su contra.  Luego de algunas batallas en Chihuahua, los orozquistas comenzaron a invadir el estado de Sonora y el gobernador Maytorena solicitó a los presidentes municipales que aportaran hombres para combatir a los invasores.  La respuesta fue muy satisfactoria pues se logró derrotar rápidamente a los orozquistas y esas fuerzas fueron la base para la formación de un ejército estatal que era adicto al gobernador.
Los hombres fueron licenciados y regresaron a sus pueblos pero en 1913, luego de la Decena Trágica y los asesinatos de Madero y José María Pino Suárez, Presidente y Vicepresidente de la República respectivamente, el estado de Sonora fue de los pocos que no reconocieron a Victoriano Huerta como nuevo Presidente de la República.  En poco tiempo se reunió nuevamente el ejército estatal y bajo las órdenes de Ignacio L. Pesqueira, gobernador que substituyó temporalmente a Maytorena,  Álvaro Obregón, Salvador Alvarado, Benjamín Hill, Manuel M. Diéguez, Juan G. Cabral,  Ramón V. Sosa, etc… se logró derrotar y expulsar del estado en la frontera con Arizona al ejército federal que apoyaba a Huerta.  Se tomaron las plazas fronterizas de Nogales, Naco y Agua Prieta y la mayor parte de esas fuerzas revolucionarias se concentró en el valle de Guaymas, al norte de Empalme, para poner  a Guaymas en estado de sitio. Un sitio relativo pues quedaba libre la entrada y salida por mar.
El puerto era una plaza fuerte de los federales y desde ahí se pensaba avanzar hasta la capital del estado, Hermosillo, a lo largo de la vía del ferrocarril, desde Empalme, pues se contaba con muchos elementos de guerra como trenes artillados, cañones y ametralladoras y varios miles de hombres. Los dirigían los generales Gil y Medina Barrón y más tarde el general Pedro Ojeda.  También llegaron para apoyar al ejército 
federal tres barcos cañoneros :  el “Guerrero”, el “Tampico” y el “Morelos”.  Además se contaba con otros barcos para transporte de tropas y abastecimientos.
Desde la bahía de Guaymas el “Guerrero” lanzaba bombas hacia las líneas de los revolucionarios aunque sin causarles daños. Los federales empezaron un sistemático avance a lo largo de la vía del ferrocarril mientras los revolucionarios se alejaban hacia el norte pero manteniendo el contacto.  La estrategia del entonces coronel Álvaro Obregón fue la de alejar a sus enemigos de su base de abastecimiento y una vez que 
estuvieron lejos de Guaymas, ordenó el ataque en Santa Rosa y Santa María.  Estas fueron unas batallas famosas porque los federales sufrieron unas estrepitosas derrotas en las que perdieron muchos hombres y mucho material bélico.  Los sobrevivientes se refugiaron en el puerto a donde llegaron en dispersión y presas del pánico y ya no volvieron a intentar avanzar hacia Hermosillo. El coronel Obregón fue ascendido por 
este motivo a general.
Todo esto se menciona como antecedente de lo que fue el primer bombardeo aeronaval que se llevó a cabo en la bahía de Guaymas a finales de mayo y en junio de 1913.

## El avión "Sonora"

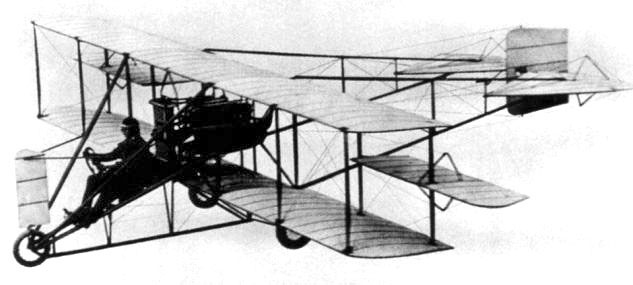
Avión Sonora Martin Pusher

Todavía estaban muy recientes los primeros vuelos de los Hermanos Wright cuando algunos norteamericanos y franceses comenzaron a implementar mejoras en los aviones y de esta manera surgieron los primeros ases de la aviación. Entre los primeros estaban Glenn L. Martin, constructor de aeronaves y Glenn Curtis, excelente piloto e innovador de las técnicas de fabricación de aviones en aquella época. En Francia había aviones de la marca Blériot y otras marcas y el principal piloto era Louis Paulhan quien tenía un equipo de pilotos a los que encabezaba y entre ellos se encontraba Didier Masson, nacido en 1886.
Estos pilotos viajaron a Estados Unidos en 1910 para participar en el primer festival aéreo a celebrarse en el Domínguez Field de Los Ángeles, California, en donde competirían con los pilotos norteamericanos.  Los aviones eran en ese tiempo muy rudimentarios pero lentamente se avanzaba en el diseño de los aviones.
Para 1913, mientras Guaymas estaba sitiado y los cañoneros “General Guerrero” y “Morelos” bombardeaban a los revolucionarios, Didier Masson vivía en Los Ángeles pues decidió quedarse en ese lugar en donde se estaban produciendo los avances y novedades en cuestiones de aviación.  De momento estaba inactivo pues su avión había sufrido un accidente.
Fue entonces que los revolucionarios sonorenses pensaron en traer a Sonora un avión para atacar a los barcos cañoneros de los federales.  Hay que mencionar que en la bahía de Guaymas había varios barcos extranjeros como observadores de las hostilidades y como apoyo a los residentes estadounidenses en el estado en caso de que fuera necesario repatriarlos. Estaban entre ellos el crucero Colorado y los barcos Pittsburgh, California y Glacier que se utilizarían para evacuar eventualmente a los norteamericanos residentes en el estado que se vieron atrapados en el conflicto armado.
Los señores Santiago Camberos y Ramón P. Denegri viajaron a Los Ángeles en abril de 1913 y entraron en contacto con Didier Masson y su mecánico, el australiano Thomas Dean y les ofrecieron comprar un avión construido por Glenn L. Martin para llevarlo a Guaymas y atacar a los barcos federales. Se les ofreció un buen dinero por mes además de un generoso bono por cada bombardeo que efectuaran. El avión que se compró en  $4,500.00 o $5,000.00 dólares era un biplano de tipo Martin Pusher, o sea que el motor Curtiss se encontraba en la parte de atrás del avión, y tenía un solo asiento. El biplano era muy frágil, no tenía cabina; el piloto iba al frente, al aire libre. Se desarmó y se empacó en cinco fardos que se enviaron a Tucson, Arizona por Wells Fargo Express el 5 de mayo de 1913, llegando a esa ciudad el día 6. Después de algunas dificultades para llevar los fardos a la frontera, llegó el avión a Naco (Sonora), en donde lo recibió el general Juan G. Cabral. 
El biplano se armó en Naco y se le agregó un segundo asiento para que viajara el encargado de soltar las bombas que resultó ser el capitán Joaquín Bauche Alcalde. Se le puso a la aeronave el nombre de “Avión Sonora” y voló de Naco a Nogales el 16 de mayo, de ahí a Magdalena, luego a Carbó y a Hermosillo a donde llegó entre cuatro y cinco de la tarde de ese mismo día.
Al día siguiente se efectuó un vuelo sobre la ciudad que causó una gran conmoción en la capital de Sonora pues nunca se había visto un aparato como ese volando sobre ese lugar. Quedó constancia de este acontecimiento en el periódico La Voz de Sonora del 23 de mayo de 1913.
La nota dice lo siguiente :
Hoy se verificará la prueba segunda del biplano “Sonora” que emprenderá sus vuelos del mismo sitio en que lo hizo la primera vez. Pero ahora, queda prohibida por la Comandancia Militar de la plaza, toda introducción de individuos, sea en carruajes, a caballo o a pie, en el campo de aviación, bajo penas severísimas, que se harán efectivas inmediatamente cometida la infracción. La medida no puede ser más plausible pues se vio en el primer día en que trató de probarse el motor del aeroplano, cómo la muchedumbre de curiosos estorba el libre manejo del aparato en el campo que se destinó para las experiencias. Además, carece de objeto la aglomeración de gente en el sitio en donde el aparato deberá ascender, puesto que debiendo seguir su vuelo un trayecto bastante extenso ya que dará una vuelta o varias por la ciudad y el Cerro de la Campana, es innecesario que se congregue en determinado punto una gran cantidad de curiosos pues el vuelo del biplano “Sonora” será presenciado por todo Hermosillo.
Para el 25 de mayo el avión se encontraba en Maytorena, en el valle de Guaymas y en un furgón del ferrocarril se fabricaron unas rudimentarias bombas pues no se contaba en ese entonces con tecnología de producción de las mismas. Se utilizaron unos trozos de tubería de 3 pulgadas de diámetro a los que se les introdujo dinamita y se colocó un percutor pero sin estabilizadores. Las bombas se soltaban jalando unas cuerdas con la mano para liberarlas. 
Hubo varios ataques sobre el “General Guerrero” en junio de 1913 que resultaron ser los primeros bombardeos aeronavales en el mundo. Desde el barco se intentaba atinarle al avión con cañonazos pero los cañones no podían apuntar hacia muy arriba pues esto no estaba previsto y desde el avión se soltaban a mano algunas bombas pero estas no atinaron a hacer blanco pues el avión volaba a una considerable altura para reducir el riesgo de ser alcanzado por los disparos que le hacían los marineros al “Sonora” con sus mausers y estos en una ocasión lograron dañar la hélice con un balazo lo cual hizo que se retrasaran los ataques durante un mes pues se necesitó recurrir a Los Ángeles para hacer la reparación.  
Luego de un peligroso aterrizaje en el que una bomba que arrastró el avión milagrosamente no explotó, Masson decidió dar por terminada su aventura.  Para octubre de 1913 se hizo cargo del avión el capitán Gustavo Salinas.  Mientras tanto se habían hecho mejoras en las bombas al dotarlas de estabilizadores y se colocó una percha con capacidad de diez bombas para no tener que soltarlas a mano. El capitán Salinas fue el primer mexicano que se graduó en Estados Unidos como piloto en la escuela Moissant en Garden City, estado de Nueva York el año anterior.
Para fines de 1913 los barcos se habían trasladado a Topolobampo, Sinaloa y el avión se llevó a Navojoa y después a Sinaloa para continuar los ataques a los cañoneros.